# Lutzomyia hermanlenti
Lutzomyia hermanlenti är en tvåvingeart som beskrevs av Martins A. V., Silva J. E., Falcão A. L. 1970. Lutzomyia hermanlenti ingår i släktet Lutzomyia och familjen fjärilsmyggor. Inga underarter finns listade i Catalogue of Life.